# ホセ・カンセコ
ホセ・カンセコ・カパス・ジュニア（José Canseco Capas, Jr. , 1964年7月2日 - ）は、キューバ共和国ハバナ出身の元プロ野球選手（外野手、指名打者）。右投げ右打ち。メジャー通算462本塁打。1988年に二冠王とMVPに輝くなど1980年代中頃から1990年代後半にかけて活躍した。メジャー史上初のシーズン40本塁打40盗塁達成者である。
愛称は"The Chemist"（ザ・ケミスト）。
2005年に暴露本 『禁断の肉体改造』を出版してMLB選手の85%がアナボリックステロイドを使用している、もしくは使用した事があると述べ、大きな波紋を引き起こした。元MLB選手で、近鉄バファローズにも所属したオジー・カンセコは一卵性双生児の兄。

## 経歴

### プロ入り前
キューバのハバナに生まれ、両親がキューバ革命によって財産を没収された。1965年にフィデル・カストロ政権が反体制派のアメリカ合衆国への移住を認めたことに伴い、家族・従兄弟・親戚と共にフロリダ州マイアミへ移住した。マイアミにはキューバ人コミュニティが形成されており、ラファエル・パルメイロも同様にキューバから移住していた。

### アスレチックス時代

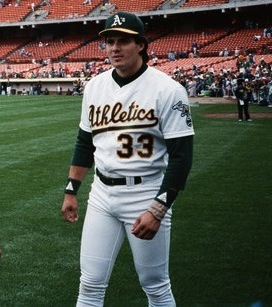
オークランド・アスレチックス時代（1989年）

1982年のMLBドラフトでオークランド・アスレチックスから15巡目に指名を受け、入団した。
1985年はマイナーリーグのAA級・AAA級合計で打率.333・36本塁打・127打点を記録し、9月2日の対ボルチモア・オリオールズ戦でMLB初出場。また、同年のベースボール・アメリカ・マイナーリーグ年間MVPを受賞した。
1986年はレギュラーを獲得し、前半戦で打率.274・23本塁打・78打点を記録、オールスターゲームに初選出された。後半戦は打率.196と調子を落とし、打率.240・175三振ながら33本塁打・117打点を記録。ウォーリー・ジョイナーを抑えて新人王に輝いた。オフの日米野球でMLB選抜の一員として日本を訪れ、日本のファンにも強い印象を植え付けた。
1987年は31本塁打・113打点を記録し、同年に新人ながら49本塁打を放って本塁打王のタイトルを獲得した、マーク・マグワイアとのコンビはバッシュ・ブラザーズと呼ばれた。
1988年4月に「40-40（40本塁打40盗塁）を狙う」と宣言。当時、この記録の達成者は皆無でメディアの反応も冷ややかだった。7月3日のトロント・ブルージェイズとの試合で1試合3本塁打。2年ぶりにオールスターゲームに選出され、初の先発出場を果たす。9月18日にはカンザスシティ・ロイヤルズのブレット・セイバーヘイゲンから40本目の本塁打を放つ。9月23日には40盗塁に到達し、史上初の40本塁打・40盗塁を達成。9月は打率.393・8本塁打で月間MVPを受賞した。最終的に打率.307・42本塁打・124打点・40盗塁、リーグトップの長打率.569を記録し、本塁打王・打点王の二冠を獲得し、チームの地区優勝に大きく貢献。ボストン・レッドソックスとのリーグチャンピオンシップシリーズでは第2戦でロジャー・クレメンスから同点の2点本塁打を放つなど3本塁打を記録し、チームは4連勝でリーグ優勝。ロサンゼルス・ドジャースとのワールドシリーズでは第1戦の第1打席で満塁本塁打を放つが、チームは自身の頭上を越えるカーク・ギブソンの逆転サヨナラ本塁打で敗戦。その後は無安打で打率.053に終わり、チームも1勝4敗で敗退した。オフにMVPを満票で受賞し、シルバースラッガー賞も受賞した。
1989年は左手首を骨折して65試合の出場に留まるが、17本塁打・57打点を記録し、チームは地区連覇。ブルージェイズとのリーグチャンピオンシップシリーズでは第4戦で本塁打を放ち、リーグ連覇に貢献。ベイエリア・シリーズとして注目を集めたサンフランシスコ・ジャイアンツとのワールドシリーズでは、第3戦の試合開始前にロマ・プリータ地震がベイエリア一帯を襲ったため中止となり、10日間中断される。再開後の第3戦で3点本塁打を放つなど打率.357を記録し、チームは4連勝で15年ぶりのワールドチャンピオンに輝いた。
1990年は5月に打率.353・13本塁打と絶好調で2度目の月間MVPを受賞。途中に故障者リスト（DL）入りもあったものの37本塁打・101打点を記録するが、のちに再発する背中の違和感を覚え始める。レッドソックスとのリーグチャンピオンシップシリーズでは打率.182と振るわなかったが、チームはリーグ3連覇。シンシナティ・レッズとのワールドシリーズでは安打が第2戦で放った本塁打のみと不振を極めたために第4戦では先発を外され、チームは4連敗で敗退した。2度目のシルバースラッガー賞を受賞した。
1991年は44本塁打・122打点の好成績で2度目の本塁打王のタイトルを獲得し、球団史上ジミー・フォックス以来となる2度目のシーズン40本塁打以上を記録。MVPの投票でも4位に入った。3度目のシルバースラッガー賞を受賞した。

### レンジャーズ時代
1992年8月31日にジェフ・ラッセル、ルーベン・シエラ、ボビー・ウィットプラス金銭とのトレードでテキサス・レンジャーズへ移籍。
1993年5月26日の対クリーブランド・インディアンス戦でカルロス・マルティネスの放った打球を見失ってボールが頭に当たり、それがフェンスを越えて本塁打となる珍プレーを演じ、試合後にナショナル・プロフェッショナル・サッカーリーグのハリスバーグ・ヒートがプロサッカー選手としてのオファーを出した。5月29日の対レッドソックス戦では1-12と大量リードを許し、ファンサービスの一環で8回に投手としてマウンドに上がったが、3失点を喫した上に肘を故障。6月23日を最後に離脱し、トミー・ジョン手術を受ける事になった。手術によりかつての強肩が衰え、翌年からは指名打者としての出場が多くなった。
1994年は6月13日の対シアトル・マリナーズ戦で3本塁打を含む5安打・8打点を記録。1994-95年のストライキでシーズンが8月に打ち切られたが、31本塁打・90打点と復活の兆しを見せ、カムバック賞を受賞。

### レッドソックス時代
1994年12月9日にオーティス・ニクソン、ルイス・オルティスとのトレードでレッドソックスへ移籍した。
1995年は後半戦で打率.325・19本塁打と調子を上げ、打率.306・24本塁打・81打点を記録し、チームの地区優勝に貢献。クリーブランド・インディアンスとのリーグディビジョンシリーズでは13打数無安打と全く打てず、チームも3連敗で敗退した。同年オフにはNPB（パシフィック・リーグ）の西武ライオンズがカンセコの獲得に動いていると報じられたが、獲得には至らなかった。
1996年は前半戦で打率.305・26本塁打・63打点と大活躍を見せるが、その後は故障で長期離脱し、96試合の出場に終わる。それでも28本塁打・82打点・出塁率.400・長打率.589の好成績だった。

### 古巣アスレチックス復帰
1997年1月27日にジョン・ワズディンプラス金銭とのトレードで古巣アスレチックスに復帰し、バッシュ・ブラザーズが復活したものの、マグワイアが7月末にトレードで移籍し、自身も故障で8月26日を最後に離脱して打率.235・23本塁打と期待外れに終わった。オフにフリーエージェント（FA）となった。

### ブルージェイズ時代
1998年2月4日にブルージェイズと契約を結んだ。大きな故障も無くシーズンを過ごし、打率.237・リーグワーストの159三振ながら自己最高の46本塁打・29盗塁を記録した。4度目のシルバースラッガー賞を受賞した。オフに再びFAとなる。

### デビルレイズ時代
1998年12月11日にタンパベイ・デビルレイズと契約を結んだ。
1999年は4月14日の対ブルージェイズ戦で通算400本塁打を達成。前半戦で31本塁打・69打点を記録して7年ぶりにオールスターゲームに選出されたが、背中の故障により出場辞退。その後、椎間板ヘルニアの手術を受けて114試合の出場に留まった。
2000年は5月下旬から約2か月DL入り。ウェイバー公示された。

### ヤンキース時代
2000年8月7日にニューヨーク・ヤンキースと契約を結んだが、目立った成績は残せなかった。チームはリーグ優勝を果たし、自身10年ぶりとなるニューヨーク・メッツとのワールドシリーズでは代打の1打席のみの出場で、結果は三振だった。

### ベアーズ時代
2001年1月16日にアナハイム・エンゼルスと契約を結んだが、3月28日に放出された。その後に北米独立リーグ、カナディアン・アメリカンリーグのニューアーク・ベアーズで成績を残した。

### ホワイトソックス時代
2001年6月21日にシカゴ・ホワイトソックスと契約を結び、16本塁打を記録。同年オフにはNPB（セントラル・リーグ）の中日ドラゴンズが新外国人候補としてカンセコやマグワイア、アンドレス・ガララーガといった長距離打者たちをリストアップしていたが、彼らには来日の意思はなく、獲得は実現しなかった。
2002年2月21日にモントリオール・エクスポズと契約を結んだが、3月27日に放出された。4月24日にホワイトソックスと再び契約を結んだものの、MLB昇格はならずに10月24日に放出され、現役を引退した。
2004年にはロサンゼルス・ドジャースから現役復帰を試みたが、実現しなかった。

### ステロイド疑惑
2005年2月13日放送、アメリカCBS放送の人気番組「60ミニッツ」のインタビューの中で、過去に筋肉増強剤のアナボリックステロイドを使用していた事を告白し、MLB選手の多くが使用していると指摘して話題となった。翌14日に出版した暴露本 『禁断の肉体改造』 でもステロイド使用を認めた。
その中でMLB選手の85%がステロイドを使用している、もしくは使用した事があると述べた。特にマグワイア、ジェイソン・ジアンビ、パルメイロ、イバン・ロドリゲス、フアン・ゴンザレスらは実名で書かれ、注射を射つ場面をカンセコが目撃したと書かれている。ほとんどの名指しされた選手はステロイド使用を否定した中、ジアンビはバルコ・スキャンダルの法廷で使用を認める供述を行った。また、この本は、暴露本として使用を告発するような内容でも自らの使用を後悔するような内容でもなく、『ステロイドって凄い薬だ! ホームランもガンガン打てるし、アレもでっかくなってモテモテで超ハッピー。副作用も全然無いね。みんなもやりなよ!』という使用を推奨する論調で、不謹慎であるとして批判を多く浴び、結果として本が有名になってしまい、ベストセラーとなった。
ステロイドで出来上がった肉体はベンチプレス270kgをマークした。これはステロイド時代においても類を見ない記録であったという。
2005年3月17日から開かれたステロイド疑惑に関する合衆国下院公聴会では、パルメイロが自身の薬物使用を否定した一方で、マグワイアは自身の使用に関する質問に対する返答を拒んだりするなど不審な答弁が目立った。なお、パルメイロは同年8月1日に薬物検査で陽性となり、10日間の出場停止処分を受けた。
カンセコ自身はステロイドの副作用を否定しているが、元妻ジェシカ・カンセコの自伝によれば、初めて性的関係を持った際に異常に巨大化した陰茎に反して萎縮した睾丸（ステロイド剤を使用すると精子が死滅し睾丸が萎縮する）を目にした事、子作りの際に精子を復活させるため一年間ステロイドの使用を止めたところ、禁断症状により躁うつ状態に陥っていたとされる。
後年日刊ゲンダイのインタビューを受けた際には薬物使用を寧ろ忌避する立場を取り、過去のステロイド使用を過ちとして述懐していた。

### 北米独立リーグ時代
2006年6月29日にゴールデンベースボールリーグのサンディエゴ・サーフドーグズと1年契約を結んだ。6度のMLBオールスターゲーム出場経験があるカンセコだが、独立リーグでの給料はリーグで定められている最高額の月給2500ドルであった。リーグ発表によると、カンセコはドーピング検査に協力すると述べているとされている。しかし直後の7月5日にロングビーチ・アーマダへトレードされた。本人の希望によるもので、理由は「家庭内事情」と述べている。7月31日のリーグの本塁打競争では優勝を飾った。同リーグのオールスターゲームでは余興として投手も務めた（結果は3.1回を投げて3被安打・1与四球・4失点）。
2010年8月14日にユナイテッドリーグ・ベースボールのラレド・ブロンコスと指名打者兼ベンチコーチとして契約を結んだ。
2011年4月11日にノース・アメリカンリーグのユマ・スコーピオンズの選手兼任監督に就任した。

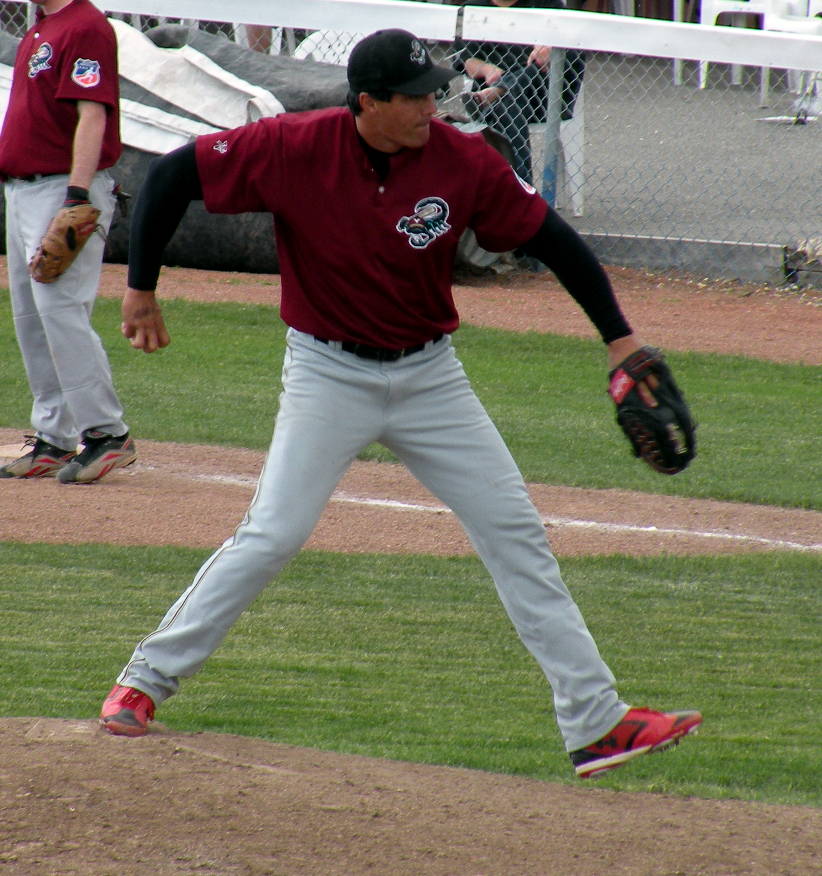
ユマ・スコーピオンズ時代（2011年）、投手としてウォームアップ中のカンセコ

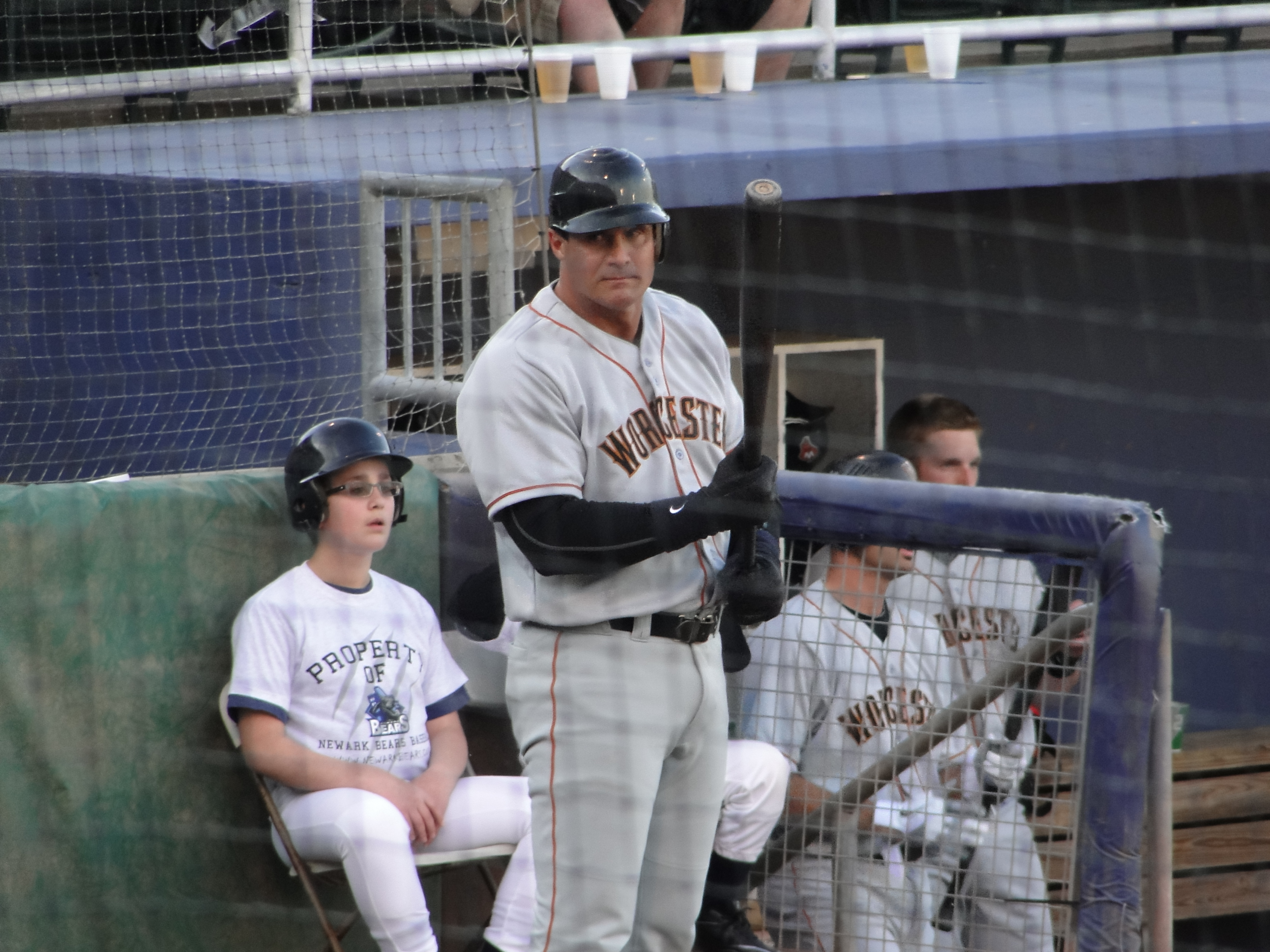
ウースター・トルネードズ時代（2012年）

2012年2月にリーガ・メヒカーナ・デ・ベイスボルのキンタナロー・タイガースと契約したが、薬物の過剰摂取から体内でテストステロンを分泌出来なくなり、「テストステロン促進薬を使用しないと生きられない」としてドーピング検査を拒否したために出場停止処分を受けた。4月20日にカナディアン・アメリカンリーグのウースター・トルネードズとの契約が発表されたが、給料への不満から20試合の出場に留まった。8月3日にノース・アメリカンリーグのリオグランデバレー・ホワイトウィングスと契約したが、「家庭内事情」のために1試合も出場せずに終わった。
2013年5月19日に選手兼任コーチとしてユナイテッドリーグ・ベースボールのフォートワース・キャッツと契約を結んだ事が発表された。同年限りで退団。
2015年はパシフィック・アソシエーションのソノマ・ストンパーズとピッツバーグ・メトルでプレーした。
2018年はフロンティアリーグのノーマル・コーンベルターズで3試合に出場したが、3打席ともに三振に終わった。

## 人物

### ボクサーとして
2008年7月12日に身長5フィート9インチ（約175cm）で元NFL選手のバイ・シカヘマとボクシングのセレブリティーマッチで対戦したが、最初のラウンドでノックアウト（KO）負けを喫した。
2009年1月24日に元人気子役で俳優のダニー・ボナデュースと対戦したが、3ラウンドまで闘った末、引き分けに終わった。
2009年11月6日にトッド・ポールトンと対戦し判定勝ちを収めた。
2021年2月5日には56歳にしてスポーツメディア「バースツール・スポーツ」の22歳のインターン記者、ビリー・フットボールと対戦し1回KO負けを喫した。

### 総合格闘家として
大の格闘技好きであり、「私は空手、テコンドー、ムエタイの黒帯レベルに達している」と豪語している。
2009年5月26日には44歳にして総合格闘技イベントのDREAMに挑戦。DREAM.9のスーパーハルクトーナメント1回戦でチェ・ホンマンと対戦し、パウンドでKO負けを喫した。

### お騒がせ男
スキャンダルの多さでも有名である。
1989年2月10日に州間高速道路95号線を120mph（約193km/h）で走行し、15マイル（約24km）の逃走の末に逮捕。5月に有罪判決が下り、罰金500ドルを課せられた。
1989年4月11日にカリフォルニア州で半自動拳銃を不法所持していたとして逮捕。2500ドルで保釈された。　
1991年にマドンナと不倫関係にあった事を後年に暴露している。
1992年2月13日に高速道路を走行中の元妻エッサー（1988年11月に結婚、1991年に離婚）の車にわざと自分の車をぶつけた疑いなどDVで起訴されたが、3月19日に無罪を申し立てた。のちにカウンセリングを受講し、地域での奉仕活動の義務を果たした。
1996年8月27日にジェシカと再婚したが、翌1997年11月に暴行の疑いで逮捕。接見禁止とカウンセリングの受講という判決が下され、1999年に正式に離婚が成立した。
2001年10月31日に双子の兄オジー・カンセコと一緒にマイアミ・ビーチのナイトクラブでカリフォルニア州からの旅行客2人とケンカになり、1人は鼻骨折、もう1人は唇に20針の大ケガを負わせた。2002年11月5日に3年間の保護観察処遇と250時間の社会奉仕活動に同意した。
2003年6月にステロイドの検査で陽性反応を示し、執行猶予違反のために自宅で逮捕された。1か月間を刑務所の中で過ごした。
2008年5月には2人との離婚費用で700から800万ドルがかかり、カリフォルニア州ロサンゼルスの自宅が差し押さえられたことを明らかにした。
2008年10月10日にメキシコからカリフォルニア州サンディエゴへ入る国境を車で通過する際に検問を受け、ステロイド密輸の疑いで税関に拘束された。11月4日に執行猶予1年の判決を言い渡された。
2013年1月2日にカナダのトロントの次期市長選に立候補をする意思がある事を明らかにしたが、同月4日には市民権を早急に取得する手立てがないとして出馬を断念した。
2013年5月22日にフィットネスクラブのインストラクターの女性に薬物を飲ませて性的暴行をした容疑が持ち上がった。カンセコは潔白を主張し、激怒して女性の写真、住所、名前や職場などの個人情報をTwitterで次々と公開した。警察による調査終了後の6月7日に刑事告発が見送られる事が明らかになった。
2013年11月20日にペット用に購入したヒツジ2頭にオムツを履かせ、車に乗せて家に帰る途中、職務質問を受けた事をTwitterで明かした。「途中で小便や糞をしたら大変だから履かせた」と事情を説明して、警察官に大笑いされたという。
2014年10月28日に拳銃を掃除している最中に誤射して負傷。その影響で11月には、左手中指が取れてしまったと自身のツイッターで明かし、「最悪だ。最初から切断すべきだった」などとつぶやいた。同月、自身の指を奪った拳銃をネットオークションに出品する意向を明かし、「メジャー通算462本塁打を放った中指もストローとして使えるかもしれないので同梱する」とつぶやいた。後日、指が取れたのは嘘で、カンセコのいたずらだったと報じられた。

## 詳細情報

### 年度別打撃成績
| 年 度     | 球 団     | 試 合 | 打 席 | 打 数 | 得 点 | 安 打 | 二 塁 打 | 三 塁 打 | 本 塁 打 | 塁 打 | 打 点 | 盗 塁 | 盗 塁 死 | 犠 打 | 犠 飛 | 四 球 | 敬 遠 | 死 球 | 三 振 | 併 殺 打 | 打 率 | 出 塁 率 | 長 打 率 | O P S |
| --------- | --------- | ----- | ----- | ----- | ----- | ----- | -------- | -------- | -------- | ----- | ----- | ----- | -------- | ----- | ----- | ----- | ----- | ----- | ----- | -------- | ----- | -------- | -------- | ----- |
| 1985      | OAK       | 29    | 100   | 96    | 16    | 29    | 3        | 0        | 5        | 47    | 13    | 1     | 1        | 0     | 0     | 4     | 0     | 0     | 31    | 1        | .302  | .330     | .490     | .820  |
| 1986      | OAK       | 157   | 682   | 600   | 85    | 144   | 29       | 1        | 33       | 274   | 117   | 15    | 7        | 0     | 9     | 65    | 1     | 8     | 175   | 12       | .240  | .318     | .457     | .775  |
| 1987      | OAK       | 159   | 691   | 630   | 81    | 162   | 35       | 3        | 31       | 296   | 113   | 15    | 3        | 0     | 9     | 50    | 2     | 2     | 157   | 16       | .257  | .310     | .470     | .780  |
| 1988      | OAK       | 158   | 705   | 610   | 120   | 187   | 34       | 0        | 42       | 347   | 124   | 40    | 16       | 1     | 6     | 78    | 10    | 10    | 128   | 15       | .307  | .391     | .569     | .959  |
| 1989      | OAK       | 65    | 258   | 227   | 40    | 61    | 9        | 1        | 17       | 123   | 57    | 6     | 3        | 0     | 6     | 23    | 4     | 2     | 69    | 4        | .269  | .333     | .542     | .875  |
| 1990      | OAK       | 131   | 563   | 481   | 83    | 132   | 14       | 2        | 37       | 261   | 101   | 19    | 10       | 0     | 5     | 72    | 8     | 5     | 158   | 9        | .274  | .371     | .543     | .914  |
| 1991      | OAK       | 154   | 665   | 572   | 115   | 152   | 32       | 1        | 44       | 318   | 122   | 26    | 6        | 0     | 6     | 78    | 8     | 9     | 152   | 16       | .266  | .359     | .556     | .915  |
| 1992      | OAK       | 97    | 421   | 366   | 66    | 90    | 11       | 0        | 22       | 167   | 72    | 5     | 7        | 0     | 4     | 48    | 1     | 3     | 104   | 15       | .246  | .335     | .456     | .791  |
| 1992      | TEX       | 22    | 91    | 73    | 8     | 17    | 4        | 0        | 4        | 33    | 15    | 1     | 0        | 0     | 0     | 15    | 1     | 3     | 24    | 1        | .233  | .385     | .452     | .837  |
| '92計     | TEX       | 119   | 512   | 439   | 74    | 107   | 15       | 0        | 26       | 200   | 87    | 6     | 7        | 0     | 4     | 63    | 2     | 6     | 128   | 16       | .244  | .344     | .456     | .799  |
| 1993      | TEX       | 60    | 253   | 231   | 30    | 59    | 14       | 1        | 10       | 105   | 46    | 6     | 6        | 0     | 3     | 16    | 2     | 3     | 62    | 6        | .255  | .308     | .455     | .763  |
| 1994      | TEX       | 111   | 505   | 429   | 88    | 121   | 19       | 2        | 31       | 237   | 90    | 15    | 8        | 0     | 2     | 69    | 8     | 5     | 114   | 20       | .282  | .386     | .552     | .939  |
| 1995      | BOS       | 102   | 450   | 396   | 64    | 121   | 25       | 1        | 24       | 220   | 81    | 4     | 0        | 0     | 5     | 42    | 4     | 7     | 93    | 9        | .306  | .378     | .556     | .934  |
| 1996      | BOS       | 96    | 432   | 360   | 68    | 104   | 22       | 1        | 28       | 212   | 82    | 3     | 1        | 0     | 3     | 63    | 3     | 6     | 82    | 7        | .289  | .400     | .589     | .989  |
| 1997      | OAK       | 108   | 446   | 388   | 56    | 91    | 19       | 0        | 23       | 179   | 74    | 8     | 2        | 0     | 4     | 51    | 1     | 3     | 122   | 15       | .235  | .325     | .461     | .786  |
| 1998      | TOR       | 151   | 658   | 583   | 98    | 138   | 26       | 0        | 46       | 302   | 107   | 29    | 17       | 0     | 4     | 65    | 5     | 6     | 159   | 7        | .237  | .318     | .518     | .836  |
| 1999      | TB        | 113   | 502   | 430   | 75    | 120   | 18       | 1        | 34       | 242   | 95    | 3     | 0        | 0     | 7     | 58    | 3     | 7     | 135   | 14       | .279  | .369     | .563     | .931  |
| 2000      | TB        | 61    | 264   | 218   | 31    | 56    | 15       | 0        | 9        | 98    | 30    | 2     | 0        | 0     | 1     | 41    | 1     | 4     | 65    | 5        | .257  | .383     | .450     | .832  |
| 2000      | NYY       | 37    | 137   | 111   | 16    | 27    | 3        | 0        | 6        | 48    | 19    | 0     | 0        | 0     | 3     | 23    | 1     | 0     | 37    | 2        | .243  | .365     | .432     | .797  |
| '00計     | NYY       | 98    | 401   | 329   | 47    | 83    | 18       | 0        | 15       | 146   | 49    | 2     | 0        | 0     | 4     | 64    | 2     | 4     | 102   | 7        | .252  | .377     | .444     | .820  |
| 2001      | CWS       | 76    | 306   | 256   | 46    | 66    | 8        | 0        | 16       | 122   | 49    | 2     | 1        | 0     | 4     | 45    | 1     | 1     | 75    | 4        | .258  | .366     | .477     | .843  |
| MLB：17年 | MLB：17年 | 1887  | 8129  | 7057  | 1186  | 1877  | 340      | 14       | 462      | 3631  | 1407  | 200   | 88       | 1     | 81    | 906   | 64    | 84    | 1942  | 178      | .266  | .353     | .515     | .867  |

- 各年度の太字はリーグ最高

### 年度別投手成績
| 年 度    | 球 団    | 登 板 | 先 発 | 完 投 | 完 封 | 無 四 球 | 勝 利 | 敗 戦 | セ 丨 ブ | ホ 丨 ル ド | 勝 率 | 打 者 | 投 球 回 | 被 安 打 | 被 本 塁 打 | 与 四 球 | 敬 遠 | 与 死 球 | 奪 三 振 | 暴 投 | ボ 丨 ク | 失 点 | 自 責 点 | 防 御 率 | W H I P |
| -------- | -------- | ----- | ----- | ----- | ----- | -------- | ----- | ----- | -------- | ----------- | ----- | ----- | -------- | -------- | ----------- | -------- | ----- | -------- | -------- | ----- | -------- | ----- | -------- | -------- | ------- |
| 1993     | TEX      | 1     | 0     | 0     | 0     | 0        | 0     | 0     | 0        | --          | ----  | 8     | 1.0      | 2        | 0           | 3        | 0     | 0        | 0        | 0     | 0        | 3     | 3        | 27.00    | 5.00    |
| MLB：1年 | MLB：1年 | 1     | 0     | 0     | 0     | 0        | 0     | 0     | 0        | --          | ----  | 8     | 1.0      | 2        | 0           | 3        | 0     | 0        | 0        | 0     | 0        | 3     | 3        | 27.00    | 5.00    |

### 年度別守備成績
投手守備
| 年 度 | 球 団 | 投手（P） | 投手（P） | 投手（P） | 投手（P） | 投手（P） | 投手（P） |
| 年 度 | 球 団 | 試 合     | 刺 殺     | 補 殺     | 失 策     | 併 殺     | 守 備 率  |
| ----- | ----- | --------- | --------- | --------- | --------- | --------- | --------- |
| 1993  | TEX   | 1         | 0         | 0         | 0         | 0         | ----      |
| MLB   | MLB   | 1         | 0         | 0         | 0         | 0         | ----      |

外野守備
| 年 度 | 球 団 | 左翼（LF） | 左翼（LF） | 左翼（LF） | 左翼（LF） | 左翼（LF） | 左翼（LF） | 中堅（CF） | 中堅（CF） | 中堅（CF） | 中堅（CF） | 中堅（CF） | 中堅（CF） | 右翼（RF） | 右翼（RF） | 右翼（RF） | 右翼（RF） | 右翼（RF） | 右翼（RF） |
| 年 度 | 球 団 | 試 合      | 刺 殺      | 補 殺      | 失 策      | 併 殺      | 守 備 率   | 試 合      | 刺 殺      | 補 殺      | 失 策      | 併 殺      | 守 備 率   | 試 合      | 刺 殺      | 補 殺      | 失 策      | 併 殺      | 守 備 率   |
| ----- | ----- | ---------- | ---------- | ---------- | ---------- | ---------- | ---------- | ---------- | ---------- | ---------- | ---------- | ---------- | ---------- | ---------- | ---------- | ---------- | ---------- | ---------- | ---------- |
| 1985  | OAK   | 13         | 32         | 1          | 1          | 1          | .971       | 1          | 0          | 0          | 0          | 0          | ----       | 16         | 23         | 0          | 2          | 0          | .920       |
| 1986  | OAK   | 124        | 236        | 4          | 10         | 1          | .960       | -          | -          | -          | -          | -          | -          | 46         | 79         | 0          | 4          | 0          | .952       |
| 1987  | OAK   | 130        | 267        | 12         | 7          | 3          | .976       | -          | -          | -          | -          | -          | -          | -          | -          | -          | -          | -          | -          |
| 1988  | OAK   | -          | -          | -          | -          | -          | -          | -          | -          | -          | -          | -          | -          | 144        | 300        | 11         | 7          | 3          | .978       |
| 1989  | OAK   | -          | -          | -          | -          | -          | -          | -          | -          | -          | -          | -          | -          | 56         | 120        | 5          | 3          | 2          | .977       |
| 1990  | OAK   | -          | -          | -          | -          | -          | -          | -          | -          | -          | -          | -          | -          | 88         | 183        | 5          | 1          | 2          | .995       |
| 1991  | OAK   | -          | -          | -          | -          | -          | -          | -          | -          | -          | -          | -          | -          | 131        | 245        | 5          | 9          | 0          | .965       |
| 1992  | OAK   | -          | -          | -          | -          | -          | -          | -          | -          | -          | -          | -          | -          | 77         | 163        | 5          | 2          | 3          | .988       |
| 1992  | TEX   | -          | -          | -          | -          | -          | -          | -          | -          | -          | -          | -          | -          | 13         | 32         | 0          | 1          | 0          | .970       |
| '92計 | TEX   | -          | -          | -          | -          | -          | -          | -          | -          | -          | -          | -          | -          | 90         | 195        | 5          | 3          | 3          | .985       |
| 1993  | TEX   | -          | -          | -          | -          | -          | -          | -          | -          | -          | -          | -          | -          | 49         | 96         | 4          | 3          | 2          | .971       |
| 1995  | BOS   | -          | -          | -          | -          | -          | -          | -          | -          | -          | -          | -          | -          | 1          | 1          | 0          | 0          | 0          | 1.000      |
| 1996  | BOS   | 10         | 13         | 1          | 0          | 0          | 1.000      | -          | -          | -          | -          | -          | -          | 2          | 4          | 0          | 0          | 0          | 1.000      |
| 1997  | OAK   | 19         | 25         | 1          | 0          | 0          | 1.000      | -          | -          | -          | -          | -          | -          | 27         | 50         | 1          | 5          | 0          | .911       |
| 1998  | TOR   | 50         | 82         | 3          | 4          | 2          | .955       | -          | -          | -          | -          | -          | -          | 26         | 35         | 1          | 1          | 0          | .973       |
| 1999  | TB    | 6          | 7          | 1          | 0          | 0          | 1.000      | -          | -          | -          | -          | -          | -          | -          | -          | -          | -          | -          | -          |
| 2000  | NYY   | 4          | 6          | 0          | 0          | 0          | 1.000      | -          | -          | -          | -          | -          | -          | 1          | 3          | 0          | 2          | 0          | .600       |
| 2001  | CWS   | -          | -          | -          | -          | -          | -          | -          | -          | -          | -          | -          | -          | 2          | 1          | 0          | 0          | 0          | 1.000      |
| MLB   | MLB   | 356        | 668        | 23         | 22         | 7          | .969       | 1          | 0          | 0          | 0          | 0          | ----       | 679        | 1335       | 37         | 40         | 12         | .972       |

- 各年度の太字はリーグ最高

### 獲得タイトル
- 本塁打王：2回 （1988年、1991年）
- 打点王：1回 （1988年）

### 表彰
- シーズンMVP：1回 （1988年）
- 新人王 （1986年）
- シルバースラッガー賞：4回 （1988年、1990年、1991年、1998年）
- 月間MVP：2回 （1988年9月、1990年5月）
- カムバック賞 （1994年）

### 記録
- オールスターゲーム選出：6回 （1986年、1988年 - 1990年、1992年、1999年）

### 背番号
- 33 （1985年 - 1997年）
- 00 （1998年）
- 33 （1998年）
- 44 （1998年）
- 33 （1999年 - 2000年）
- 31 （2001年）

### 総合格闘技戦績
| 総合格闘技 戦績 | 総合格闘技 戦績 | 総合格闘技 戦績 | 総合格闘技 戦績 | 総合格闘技 戦績 | 総合格闘技 戦績 | 総合格闘技 戦績 |
| --------------- | --------------- | --------------- | --------------- | --------------- | --------------- | --------------- |
| 1 試合          | (T)KO           | 一本            | 判定            | その他          | 引き分け        | 無効試合        |
| 0 勝            | 0               | 0               | 0               | 0               | 0               | 0               |
| 1 敗            | 1               | 0               | 0               | 0               | 0               | 0               |

| 勝敗 | 対戦相手       | 試合結果               | 大会名                                                                          | 開催年月日    |
| ×    | チェ・ホンマン | 1R 1:17 KO（パウンド） | DREAM.9 フェザー級グランプリ2009 2nd ROUND 【スーパーハルクトーナメント 1回戦】 | 2009年5月26日 |

### ボクシング戦績
| プロボクシング 戦績 | プロボクシング 戦績 | プロボクシング 戦績 | プロボクシング 戦績 | プロボクシング 戦績 | プロボクシング 戦績 | プロボクシング 戦績 |
| ------------------- | ------------------- | ------------------- | ------------------- | ------------------- | ------------------- | ------------------- |
| 4 試合              | (T)KO               | 判定                | その他              | 引き分け            | 無効試合            |                     |
| 1 勝                | 0                   | 1                   | 0                   | 1                   | 0                   |                     |
| 2 敗                | 2                   | 0                   | 0                   | 1                   | 0                   |                     |

| 戦           | 日付          | 勝敗 | 時間 | 内容 | 対戦相手             | 国籍           | 備考 |
| ------------ | ------------- | ---- | ---- | ---- | -------------------- | -------------- | ---- |
| 4            | 2021年2月5日  | 敗北 | 1R   | KO   | ビリー・フットボール | アメリカ合衆国 |      |
| 3            | 2009年11月6日 | 勝利 |      | 判定 | トッド・ポールトン   | アメリカ合衆国 |      |
| 2            | 2009年1月24日 | 引分 | 3R   | 判定 | ダニー・ボナデュース | アメリカ合衆国 |      |
| 1            | 2008年7月12日 | 敗北 | 1R   | KO   | バイ・シカヘマ       | アメリカ合衆国 |      |
| テンプレート |               |      |      |      |                      |                |      |